# Contemporary Sociology
Contemporary Sociology  est une revue scientifique bimensuelle en comité de lecture, sur le thème de la sociologie contemporaine. Elle est publiée par la maison d'édition SAGE Publications, en association avec l'Association américaine de sociologie, depuis 1972.